# George Frederick Thompson Gregory
Pour les articles homonymes, voir George Gregory et Gregory.
George Frederick Thompson Gregory (10 septembre 1916-14 avril 1973) est un homme politique canadien de la Colombie-Britannique. Il est député provincial libéral de la circonscription britanno-colombienne de Victoria City d'une élection partielle en 1953 à 1960.

## Biographie
Né à Victoria en Colombie-Britannique, Gregory étudie à l'université de la Colombie-Britannique et le droit à l'université Harvard. Admis au barreau de la Colombie-Britannique en 1941, il s'enrôle dans la Marine royale canadienne durant la Seconde Guerre mondiale la même année. Il reçoit la Distinguished Service Cross. Après la guerre en 1945, il pratique le droit à Victoria.
Gregory est élu lors d'une élection partielle déclenchée à la suite de la démission du député créditiste Walter Percival Wright qui avait démission rapidement après l'élection générale de 1953 afin de laisser son poste au ministre des Finances Einar Maynard Gunderson.
Il tente de brigue la chefferie du Parti libéral en en 1959, mais doit s'incliner derrière Ray Perrault.
De 1964 jusqu'à son décès, il est juge à la Cour suprême de la Colombie-Britannique. Gregory meurt de blessures qu'il s'est lui-même infligées par arme à feu en avril 1973 à l'âge de 56 ans.